# Albert Calmes
Albert Théodore Calmes (Parijs, 26 februari 1881 – Luxemburg-Stad, 22 september 1967) was een Luxemburgs econoom en historicus.

## Leven en werk
Albert Calmes werd geboren in Parijs, uit Luxemburgse ouders, als zoon van Nicolas Calmes en Elisabeth Wersant. Hij bezocht het Athénée grand-ducal in Luxemburg en studeerde vervolgens handelswetenschappen aan universiteiten in Frankrijk en Duitsland. Hij behaalde zijn doctoraat in Zürich. In 1905 werd hij hoogleraar en decaan aan de faculteit economie van de Goethe-Universiteit in Frankfurt am Main. In 1908 trouwde hij met de schilderes Jeanne Reuter (1884-1965). Uit het huwelijk werden drie zoons geboren, onder wie de diplomaat Christian Calmes. In 1918 keerde het gezin naar Luxemburg terug. Van 1920 tot aan zijn pensioen, met een onderbreking vanwege de oorlogsjaren, was Albert Calmes directeur van het staalconcern Aciéries Réunies de Burbach-Eich-Dudelange (ARBED).
Calmes was daarnaast onder andere medeoprichter van de Belgisch-Luxemburgse Economische Unie (1921) en later hoofd van de Luxemburgse delegatie bij de Benelux-onderhandelingen. Na de Tweede Wereldoorlog was hij als Ministre plénipotentiaire honoraire (gevolmachtigd ere-minister) lid van de Luxemburgse delegaties bij de Verenigde Naties en de UNESCO. Hij werd in de jaren 1930 voorzitter van de Caisse Centrale des Associations Agricoles en in de jaren 1960 voorzitter van de Banque Européenne. Hij was ook voorzitter van de faculteit economie van de Universiteit voor Vergelijkende Wetenschappen in Luxemburg.
Calmes publiceerde aanvankelijk over bedrijfskunde. In 1922 werd hij door de Volkenbond gevraagd een rapport te schrijven over de economische situatie in Albanië. Het werk aan zijn boek Der Zollanschluß des Grossherzogtums Luxemburg an Deutschland (1919) wekte zijn interesse voor de geschiedenis van het groothertogdom in de 19e eeuw. Hij publiceerde onder meer de serie Histoire contemporaine du Grand-Duché, die door zoon Christian werden voortgezet. Albert Calmes stelde daarin de traditionele geschiedschrijving aan de kaak, waarbij de politieke en sociale gebeurtenissen van het revolutiejaar 1848 in Luxemburg in zijn ogen te mild werden voorgesteld. Vanuit zijn perspectief als econoom wees hij ook op de invloed van economische ontwikkelingen op politieke gebeurtenissen. Hij vond het bewind van de Oranjes een ramp voor Luxemburg en sprak van schendingen van de territoriale integriteit. Het bracht de historici en publicisten van zijn tijd in verlegenheid. Postuum verscheen Au fil de l'histoire (1968), waarin ruim 60 artikelen die Calmes had geschreven voor de Luxemburger Wort werden gebundeld.
Albert Calmes overleed op 88-jarige leeftijd. In Luxemburg-Stad werd de Rue Albert Calmes naar hem vernoemd.

## Enkele publicaties
- 1907 Das Geldsystem des Grossherzogtums Luxemburg.
- 1911 Fabriksorganisation.
- 1919 Der Zollanschluß des Grossherzogtums Luxemburg an Deutschland. Luxemburg: Joseph Beffort. Uitgegeven in twee banden: Der Eintritt Luxemburgs in den Deutschen Zollverein (1839 -1842) en Die Fortdauer des Anschlusses und seine Lösung (1842-1918).
- 1921 Die Statistiek im Fabrik- und Warenhandelsbetrieb. Leipzig.
- 1922 Die Fabrikbuchhaltung, Leipzig. In 1927 in Parijs uitgegeven als La comptabilité industrielle.
- 1928 L'administration financière des entreprises et des sociétés. Parijs.
- 1932-1957 Histoire contemporaine du Grand-Duché de Luxembourg. Vijf banden:
  - 1932 Naissance et débuts du Grand-Duché (1814-1830). Brussel.
  - 1939 Le Grand-Duché de Luxembourg dans la Révolution belge (1830-1839). Brussel.
  - 1947 La restauration de Guillaume Ier, roi des Pays-Bas - L'ère Hassenpflug (1839-1840). Luxemburg: Sankt-Paulus Verlag.
  - 1954 La création d'un État (1841-1847). Luxemburg: Sankt-Paulus Verlag.
  - 1957 La Révolution de 1848 au Luxembourg. Luxemburg: Sankt-Paulus Verlag.
- 1968 Au fil de l'histoire.

## Onderscheidingen
- 1948 Grootofficier in de Orde van Oranje-Nassau[8]
- 1950 Grootkruis in de Orde van Leopold II
- 1960 Grootofficier in de Orde van de Eikenkroon[9]
- 1964 Eredoctoraat "rerum politicarum" van de universiteit van Frankfurt
- Grootofficier in de Orde van Verdienste van Adolf van Nassau
- Grootkruis in de Kroonorde van België
- Officier in het Legioen van Eer

- CiNii: DA05037482
- Gemeinsame Normdatei: 141349689
- International Standard Name Identifier: 0000 0000 9120 6098
- Library of Congress Control Number: n92066028
- Musée national d'archéologie, d'histoire et d'art: lkl008960
- Bibliotheek van het Japanse parlement: 00744105
- Nationale Bibliotheek van Israël: 987007272043805171
- Nederlandse Thesaurus van Auteursnamen: 070832064
- Système universitaire de documentation: 09096330X
- Virtual International Authority File: 111497016
- WorldCat: E39PBJvHb68Xt8hdhRByd4Cfbd